# Gran Premio motociclistico delle Nazioni 1956
Il Gran Premio motociclistico delle Nazioni fu l'ultimo appuntamento del motomondiale 1956.
Si svolse il 9 settembre 1956 presso l'Autodromo di Monza alla presenza di 120.000 spettatori. Erano in programma tutte le classi.
Prima gara in programma quella della 125, vinta da Carlo Ubbiali in volata su Tarquinio Provini.
Seguì la 350, nella quale Libero Liberati vinse con la debuttante Gilera 4 cilindri davanti alla Moto Guzzi di Dickie Dale; ritirato il neocampione del mondo della categoria, Bill Lomas, caduto fratturandosi il polso (l'infortunio gli impedì di correre la successiva gara della 500, che avrebbe dovuto correre con la Guzzi V8).
La 250 vide ancora vittorioso Ubbiali, questa volta mettendosi davanti a Enrico Lorenzetti.
Quarta gara della giornata quella dei sidecar, nella quale Albino Milani riportò alla vittoria la Gilera.
Concluse il programma la gara della 500, vinta da Geoff Duke su Gilera con un decimo di vantaggio sul compagno di marca Liberati.

## Classe 500

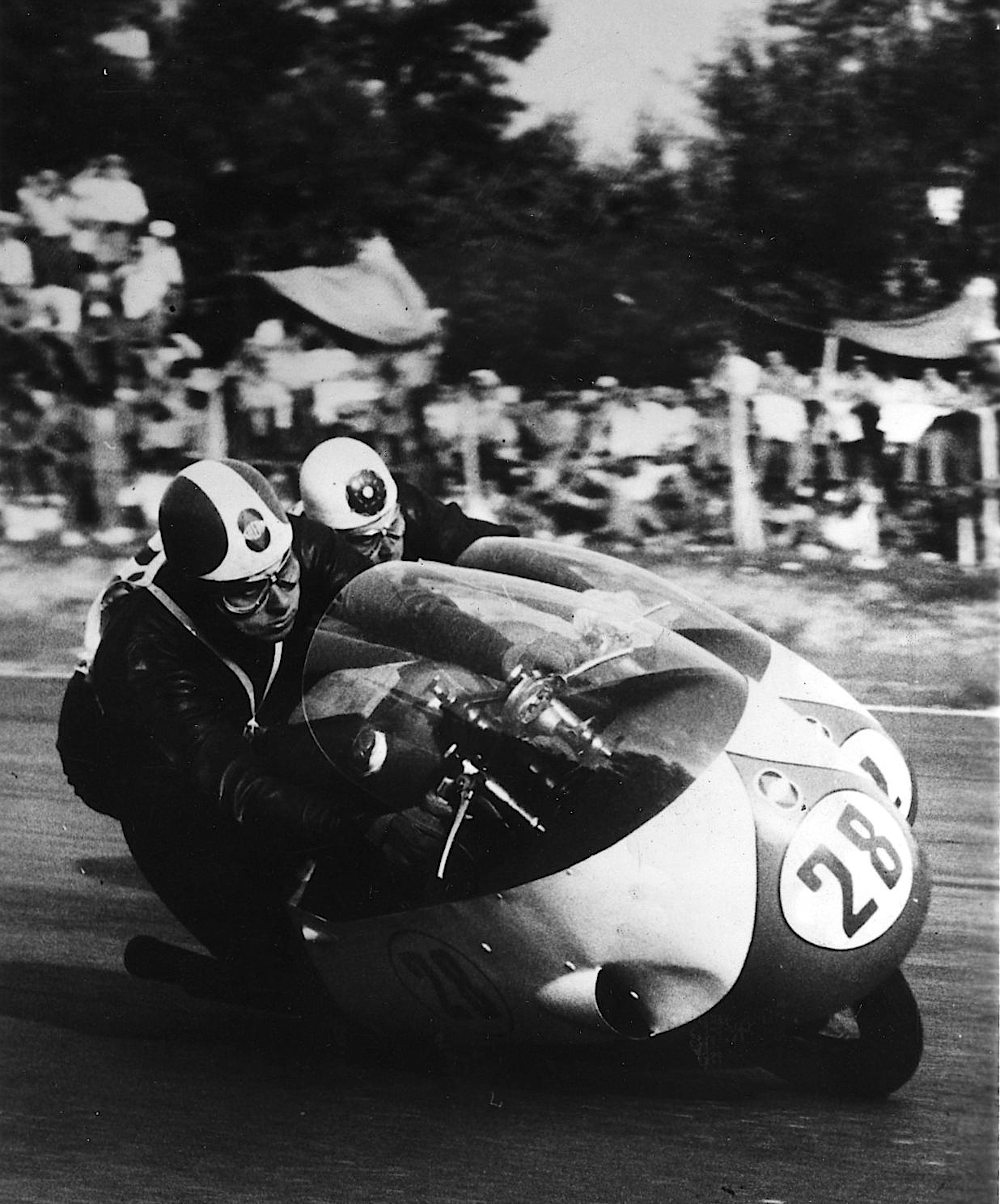
I due protagonisti della gara delle mezzo litro, Libero Liberati e il vincitore Geoff Duke, entrambi su Gilera, si sorpassano alla curva Parabolica.

### Arrivati al traguardo
| Pos. | Pilota            | Moto      | Tempo        | Punti |
| ---- | ----------------- | --------- | ------------ | ----- |
| 1    | Geoff Duke        | Gilera    | 1h 05' 59" 2 | 8     |
| 2    | Libero Liberati   | Gilera    | +0" 1        | 6     |
| 3    | Pierre Monneret   | Gilera    | +40" 8       | 4     |
| 4    | Reg Armstrong     | Gilera    | +1' 18"      | 3     |
| 5    | Carlo Bandirola   | MV Agusta | +1' 38"      | 2     |
| 6    | Walter Zeller     | BMW       | +1' 38" 4    | 1     |
| 7    | Roberto Colombo   | MV Agusta | +1' 54" 6    |       |
| 8    | Alfredo Milani    | Gilera    | +1 giro      |       |
| 9    | Gerold Klinger    | BMW       | +2 giri      |       |
| 10   | Ernst Hiller      | BMW       | +2 giri      |       |
| 11   | Ernst Riedelbauch | BMW       | +2 giri      |       |
| 12   | John Storr        | Norton    | +2 giri      |       |
| 13   | Giuseppe Cantoni  | Gilera    | +3 giri      |       |

### Ritirati
| Pilota                   | Moto       | Motivo ritiro |
| ------------------------ | ---------- | ------------- |
| Keith Campbell           | Moto Guzzi | avaria        |
| Gerardo Düring           | Matchless  |               |
| Jackie Wood              | Norton     |               |
| Umberto Masetti          | MV Agusta  |               |
| Francesco Guglielminetti | Norton     |               |
| Alois Huber              | BMW        |               |
| Enrico Galante           | Norton     |               |
| Olle Nygren              | Matchless  |               |
| William Hall             | Norton     |               |
| Giuseppe Mantelli        | Gilera     |               |
| Jacques Collot           | Norton     |               |
| Jean-Pierre Bayle        | Norton     |               |
| Sergio Pinza             | Moto Guzzi |               |
| Martino Giani            | Gilera     |               |
| Paolo Campanelli         | Gilera     |               |
| Artemio Cirelli          | Gilera     |               |
| Martinus Van Son         | Matchless  |               |

## Classe 350

### Arrivati al traguardo
| Pos. | Pilota            | Moto       | Tempo     | Punti |
| ---- | ----------------- | ---------- | --------- | ----- |
| 1    | Libero Liberati   | Gilera     | 52' 12" 9 | 8     |
| 2    | Dickie Dale       | Moto Guzzi | +1' 15" 3 | 6     |
| 3    | Roberto Colombo   | MV Agusta  | +1' 48" 3 | 4     |
| 4    | Karl Hofmann      | DKW        | +1 giro   | 3     |
| 5    | Cecil Sandford    | DKW        | +1 giro   | 2     |
| 6    | August Hobl       | DKW        | +1 giro   | 1     |
| 7    | Hans Bartl        | DKW        | +1 giro   |       |
| 8    | Umberto Masetti   | MV Agusta  | +1 giro   |       |
| 9    | Arthur Wheeler    | Moto Guzzi | +2 giri   |       |
| 10   | John Storr        | Norton     | +2 giri   |       |
| 11   | Jean-Pierre Bayle | Norton     | +3 giri   |       |
| 12   | Alfredo Flores    | Moto Guzzi | +4 giri   |       |
| 13   | Martinus Van Son  | Norton     | +4 giri   |       |
| 14   | Fritz Kläger      | Horex      | +5 giri   |       |
| 15   | Heinz Kauert      | AJS        | +5 giri   |       |
| 16   | Montagne          | Norton     | +5 giri   |       |

### Ritirati
| Pilota         | Moto       | Motivo ritiro |
| -------------- | ---------- | ------------- |
| Geoff Duke     | Gilera     |               |
| Keith Campbell | Moto Guzzi |               |
| Ken Kavanagh   | Moto Guzzi |               |
| Wood           | n.d.       |               |
| Jacques Collot | n.d.       |               |
| Olle Nygren    | n.d.       |               |
| William Hall   | n.d.       |               |
| Xaver Heiß     | n.d.       |               |
| Leutwyver      | n.d.       |               |

## Classe 250

### Arrivati al traguardo
| Pos. | Pilota            | Moto       | Tempo     | Punti |
| ---- | ----------------- | ---------- | --------- | ----- |
| 1    | Carlo Ubbiali     | MV Agusta  | 45' 26" 7 | 8     |
| 2    | Enrico Lorenzetti | Moto Guzzi | +1" 9     | 6     |
| 3    | Remo Venturi      | MV Agusta  | +15" 5    | 4     |
| 4    | Luigi Taveri      | MV Agusta  | +1' 06"   | 3     |
| 5    | Alano Montanari   | Moto Guzzi | +1' 12" 9 | 2     |
| 6    | Sammy Miller      | NSU        | +1 giro   | 1     |
| 7    | Horst Kassner     | NSU        | +1 giro   |       |
| 8    | Roland Heck       | NSU        | +1 giro   |       |
| 9    | Kees Koster       | NSU        | +1 giro   |       |
| 10   | Arthur Wheeler    | Moto Guzzi | +1 giro   |       |
| 11   | Fritz Kläger      | NSU        | +2 giri   |       |
| 12   | Guido Paciocca    | Moto Guzzi | +2 giri   |       |
| 13   | Jean-Pierre Bayle | NSU        | +2 giri   |       |
| 14   | Adolf Heck        | Adler      | +3 giri   |       |
| 15   | Siegfried Lohmann | Adler      |           |       |

### Ritirati
| Pilota            | Moto       | Motivo ritiro |
| ----------------- | ---------- | ------------- |
| Florian Camathias | n.d.       |               |
| Zeier             | n.d.       |               |
| Bill Webster      | n.d.       |               |
| Bruno Francisci   | n.d.       |               |
| Günter Beer       | Adler      |               |
| Lanfranco Baviera | n.d.       |               |
| Cecil Sandford    | n.d.       |               |
| Fattori           | n.d.       |               |
| Tarquinio Provini | FB Mondial |               |
| Massimo Genevini  | n.d.       |               |
| Alfredo Flores    | n.d.       |               |
| A. Gorini         | n.d.       |               |
| Stamback          | n.d.       |               |

## Classe 125

### Arrivati al traguardo
| Pos. | Pilota            | Moto       | Tempo     | Punti |
| ---- | ----------------- | ---------- | --------- | ----- |
| 1    | Carlo Ubbiali     | MV Agusta  | 38' 38" 2 | 8     |
| 2    | Tarquinio Provini | FB Mondial | +0" 4     | 6     |
| 3    | Renato Sartori    | FB Mondial | +57" 4    | 4     |
| 4    | Luigi Taveri      | MV Agusta  | +1' 39" 8 | 3     |
| 5    | Sandro Artusi     | Ducati     | +1 giro   | 2     |
| 6    | Karl Hofmann      | DKW        | +1 giro   | 1     |
| 7    | Alberto Gandossi  | Ducati     | +1 giro   |       |
| 8    | August Hobl       | DKW        | +1 giro   |       |
| 9    | Olle Nygren       | Ducati     | +2 giri   |       |
| 10   | John Grace        | Montesa    | +2 giri   |       |
| 11   | Massimo Genevini  | MV Agusta  | +2 giri   |       |
| 12   | Bill Webster      | MV Agusta  | +2 giri   |       |
| 13   | Falconi           | Ducati     | +3 giri   |       |
| 14   | Heiss             | L.W.H.     | +3 giri   |       |
| n.c. | Alberto Capocci   | FB Mondial | +5 giri   |       |

### Ritirati
| Pilota             | Moto       | Motivo ritiro            |
| ------------------ | ---------- | ------------------------ |
| Fortunato Libanori | MV Agusta  | caduta                   |
| Romolo Ferri       | Gilera     | problemi di carburazione |
| Enzo Vezzalini     | MV Agusta  | caduta                   |
| Gilberto Milani    | MV Agusta  | caduta                   |
| Cecil Sandford     | FB Mondial |                          |
| Mantelli           | n.d.       |                          |
| Florian Camathias  | n.d.       |                          |
| Mario Carini       | n.d.       |                          |
| Willi Scheidhauer  | n.d.       |                          |
| Milani             | n.d.       |                          |
| Federigo Bettoni   | MV Agusta  |                          |
| Giuliano Maoggi    | n.d.       |                          |
| Roberto Pionava    | n.d.       |                          |

## Classe sidecar

### Arrivati al traguardo
| Pos | Pilota             | Passeggero         | Moto   | Tempo     | Punti |
| --- | ------------------ | ------------------ | ------ | --------- | ----- |
| 1   | Albino Milani      | Rossano Milani     | Gilera | 38' 19" 3 | 8     |
| 2   | Peter 'Pip' Harris | Ray Campbell       | Norton | +1' 43" 8 | 6     |
| 3   | Fritz Hillebrand   | Manfred Grunwald   | BMW    | +1' 55" 4 | 4     |
| 4   | Florian Camathias  | Maurice Büla       | BMW    | +2' 05" 9 | 3     |
| 5   | Jacques Drion      | Inge Stoll-Laforge | BMW    | +2' 06"   | 2     |
| 6   | Walter Schneider   | Hans Strauß        | BMW    | +2' 57" 1 | 1     |
| 7   | Helmut Fath        | Emil Ohr           | BMW    | +1 giro   |       |
| 8   | Jean Murit         | Francis Flahaut    | BMW    | +1 giro   |       |
| 9   | Loni Neußner       | Dieter Hess        | BMW    | +1 giro   |       |
| 10  | Alfonso Sammarchi  | n.d.               | Norton | +2 giri   |       |

### Ritirati
| Pilota          | Passeggero    | Moto   | Motivo ritiro |
| --------------- | ------------- | ------ | ------------- |
| Wilhelm Noll    | Fritz Cron    | BMW    |               |
| Luigi Marcelli  | n.d.          | n.d.   |               |
| Marcel Beauvais | André Coudert | Norton |               |
| Roland Benz     | n.d.          | n.d.   |               |
| Joseph Duhem    | n.d.          | n.d.   |               |
| Schmid          | n.d.          | n.d.   |               |